# Spilosoma cymbalophoroides
Spilosoma cymbalophoroides är en fjärilsart som beskrevs av Rothschild 1910. Spilosoma cymbalophoroides ingår i släktet Spilosoma och familjen björnspinnare. Inga underarter finns listade i Catalogue of Life.